# Ludington (Michigan)
Ludington ist eine Stadt im US-Bundesstaat Michigan und der Verwaltungssitz (County Seat) des Mason County. Das U.S. Census Bureau hat bei der Volkszählung 2020 eine Einwohnerzahl von 7655 auf einer Gesamtfläche von 9,3 km² ermittelt.
Ludington ist eine Hafenstadt, die am Lake Michigan an der Mündung des Pere Marquette River liegt. Viele Menschen kommen das ganze Jahr über nach Ludington, um sich zu erholen. Dazu gehören Bootsfahrten und Schwimmen auf dem Lake Michigan, dem Hamlin Lake und anderen kleineren Binnenseen sowie Jagen, Angeln und Camping.

## Geschichte
Ursprünglich hieß die Stadt nach dem Jesuiten und Forschungsreisenden Pere Marquette⁣, der in der Nähe starb, später wurde sie nach dem Industriellen James Ludington benannt, um dessen Holzfällerbetriebe herum sich das Dorf entwickelte. Ludington wurde 1873 als Stadt gegründet, im selben Jahr, in dem der Sitz des Countys vom Dorf Lincoln in die Stadt Ludington verlegt wurde. Der Boom der Gegend im späten 19. Jahrhundert war auf diese Sägewerke und auch auf die Entdeckung von Salzvorkommen zurückzuführen.
Bis 1892 wurden in den Sägewerken von Ludington Schnittholz und Holzschindeln produziert. Mit all diesem Handel wurde Ludington zu einem wichtigen Schifffahrtshafen an den Großen Seen. Ab 1897 wurde es auch ein bedeutender Fährenhafen.

## Demografie
Nach einer Schätzung von 2019 leben in Ludington 6964 Menschen. Die Bevölkerung teilt sich auf in 95,3 % Weiße, 1,2 % Afroamerikaner, 1,5 % amerikanische Ureinwohner, 0,2 % Asiaten und 1,5 % mit zwei oder mehr Ethnizitäten. Hispanics und Latinos aller Ethnien machten 5,8 % der Bevölkerung aus. Das mittlere Haushaltseinkommen lag bei 45.302 US-Dollar und die Armutsquote bei 17,0 %.

## Persönlichkeiten
- Donald R. Keith (1927–2004), Viersterne-General der United States Army